# Mesencéfalo
O mesencéfalo (do grego mesos, “meio”, e enkephalos, “encéfalo”; “Encéfalo médio”) é uma estrutura do sistema nervoso central, mais especificamente do tronco cerebral. Tem uma direcção oblíqua para cima e para a frente e localiza-se superiormente à protuberância e inferiormente ao diencéfalo. Assim, o seu limite inferior é o sulco ponto-peduncular (entre a ponte e os pedúnculos cerebrais do mesencéfalo) e o seu limite superior é uma linha imaginária que passa pelos corpos mamilares (do diencéfalo) e pela comissura branca posterior. 

Mesencéfalo

## Embriologia
O mesencéfalo tem origem na vesícula encefálica primitiva média do tubo neural, denominada mesencéfalo. Para além desta vesícula existem mais duas: o prosencéfalo (vesícula encefálica anterior) e o romboencéfalo (vesícula encefálica posterior). Enquanto, a partir do 32º dia de desenvolvimento intra-uterino, o prosencéfalo e o romboencéfalo se subdividem em duas partes cada um, o mesencéfalo permanece apenas uma estrutura, continuando como tal até terminar o desenvolvimento encefálico.
Durante o desenvolvimento das vesículas primitivas, desenvolvem-se simultaneamente cavidades no seu interior. Inicialmente existem a prosocele (no interior do prosencéfalo), a mesocele (no mesencéfalo) e a rombocele (no romboencéfalo). A cavidade do mesencéfalo, tal como este, não se subdivide e corresponde ao aqueduto de Sylvius no encéfalo já desenvolvido. Este é um canal estreito que faz comunicar o III e o IV ventrículos.

## Configuração exterior
Observam-se quatro faces: uma anterior, uma posterior e duas laterais.

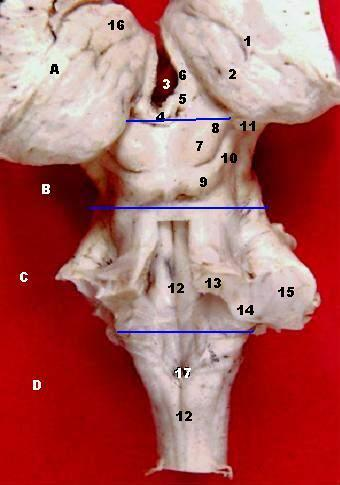
Configuração exterior do mesencéfalo

### Face anterior
Observam-se dois feixes volumosos de cor branca, estriados longitudinalmente, que se dirigem para cima, para a frente e para fora, desde a protuberância até ao cérebro (acima dos tractos ópticos), continuando-se com a cápsula interna – Pedúnculos cerebrais. São constituídos por fibras descendentes cortico-fugais. Delimitam entre si o espaço interpeduncular, uma lâmina de substância cinzenta, de forma triangular e limitada anteriormente pelos corpos mamilares, pertencentes ao diencéfalo. É atravessada por pequenos orifícios onde passam vasos, podendo denominar-se substância perfurada posterior.
Na união entre os pedúnculos e a substância perfurada posterior existe um sulco (sulco medial do pedúnculo ou do n. motor-ocular comum) de onde emerge, de cada lado da linha média, o nervo motor-ocular comum (III par craniano)

### Face posterior
Nesta face encontra-se a lâmina quadrigémea, composta por quatro eminências arredondadas – os colículos ou tubérculos quadrigémeos. Estes encontram-se dispostos dois a dois, de cada lado da linha média, um acima do outro. Temos, assim, dois colículos superiores e dois colículos inferiores.
Superiormente aos colículos superiores, no limite entre o mesencéfalo e o diencéfalo encontra-se ainda o núcleo pré-tectal, de limites mal definidos e responsável pelo controlo reflexo das pupilas.
Os colículos superiores estão envolvidos nos reflexos visuais e no controlo dos movimentos oculares, mais concretamente nos movimentos sacádicos dos olhos. Têm uma forma ovóide, alongados de dentro para fora e de trás para a frente. Cada um relaciona-se com o corpo geniculado externo (do tálamo) correspondente através de um feixe branco, denominado braço conjuntival superior. 
Os colículos inferiores fazem parte da via auditiva. São hemisféricos e mais pequenos que os superiores. Vão se relacionar, de forma semelhante aos colículos superiores, com os corpos geniculados internos (do tálamo), através dos braços conjuntivais inferiores.
Os colículos superiores estão separados dos inferiores pelo sulco transverso. Outro sulco separa os do lado esquerdo dos do lado direito – sulco ântero-porterior – formando uma cruz com o anterior. O sulco transverso continua-se de cada lado com o sulco interbraquial, que separa os braços conjuntivais superiores e inferiores. Na extremidade superior do sulco ântero-posterior encontra-se a glândula pineal e na extremidade inferior está o freio da válvula de Vieussen, assim como a origem aparente dos nervos patéticos (IV).

### Faces Laterais
Na face lateral distingue-se o limite externo de cada pedúnculo cerebral, o sulco lateral (do mesencéfalo), oblíquo para cima e para fora. Este continua-se inferiormente com o sulco interpeduncular, o qual separa os pedúnculos cerebelosos superior e médio.
Por cima de cada sulco lateral encontram-se os braços conjuntivais inferior e superior.

## Configuração interior
O mesencéfalo, analisado através de um corte transversal, pode ser dividido em três regiões:
- A parte basilar (ou base dos pedúnculos), anterior, correspondente aos pedúnculos cerebrais e substância negra.
- O tegmento (ou calote), situado posteriormente à substância negra e anteriormente à substância cinzenta central.
- O tecto, posterior, localizado posteriormente à substância cinzenta central (periaquedutal) e contendo a lâmina quadrigémea.

No limite entre o tecto e tegmento encontra-se o aqueduto de Sylvius. Este é rodeado por substância cinzenta, denominada substância cinzenta central.
As estruturas presentes nestas regiões vão ser estudadas através de dois cortes transversais, um ao nível dos colículos inferiores e outro ao nível dos colículos superiores.

### Nível dos colículos inferiores

#### Parte basilar
O pedúnculo cerebral é a porção mais anterior do mesencéfalo. Está situado à frente da substância negra e contém importantes vias descendentes (cortico-espinhais, cortico-nucleares, têmporo-pônticas e fronto-pônticas), cuja função é ligar o córtex cerebral à medula espinhal, protuberância e cerebelo. Estas fibras também vão estar presentes ao nível dos colículos posteriores. Lesões nessas fibras provocam paralisia no lado oposto do corpo.
Entre o pedúnculo cerebral e o tegmento encontra-se a substância negra. Está presente nos dois níveis do mesencéfalo. Apresenta uma zona compacta, posterior, cujos neurónios contêm o pigmento melanina e o seu neurotransmissor é a dopamina; e uma zona reticulata, anterior, cujos neurónios possuem compostos de ferro e o neurotransmissor é o GABA ou a acetilcolina (ACh). Tem uma função principalmente motora e interfere no tónus muscular. Tem conexões com córtex cerebral, medula espinhal, hipotálamo e núcleos da base, mais concretamente, o estriado (núcleo caudado e putamen). As conexões com este último são bastante importantes, pois, se houver uma lesão, há diminuição de dopamina no estriado, levando à síndrome de Parkinson.

#### Tegmento (calote):
Para além da substância cinzenta central, apresenta os núcleos dos nervos patético (IV) e trigémio (V). 
- O núcleo mesencefálico do nervo trigémio (V) está presente nos dois níveis do mesencéfalo e recebe as informações proprioceptivas que entram pelas fibras do nervo trigémeo e encontra-se externamente ao aqueduto de Sylvius.
- O núcleo do nervo patético (IV) localiza-se próximo da linha mediana, anteriormente à substância cinzenta central e posteriormente ao fascículo longitudinal interno. As fibras do nervo patético contornam a substância cinzenta central e cruzam-se antes de saírem ao nível do freio da válvula de Vieussens, abaixo do colículos inferiores. São os únicos que emergem na face posterior do encéfalo.

Anteriormente ao aqueduto de Sylvius encontra-se a decussação dos pedúnculos cerebelosos superiores e, de cada lado desta, a formação reticular.
Na zona lateral do tegmento, posteriormente à substância negra, estão, de anterior a posterior e de dentro para fora, os lemniscos interno, espinhal, trigeminal (que se continuam no nível dos colículos superiores) e externo (que comunica com o núcleo do colículo inferior e termina a este nível).

#### Tecto:
Nesta zona estão os núcleos dos colículos inferiores, massas ovais constituídas por substância cinzenta. Fazem parte da via auditiva. Recebem fibras aferentes do lemnisco externo, do colículo inferior contralateral, do corpo geniculado interno homolateral, do córtex cerebral e do córtex cerebelar (através do véu medular superior). As conexões eferentes projectam-se no corpo geniculado interno homolateral através do braço conjuntival superior (via relacionada com a audição), no colículo inferior contralateral, no colículo superior, no núcleo do lemnisco externo e no cerebelo.

### Nível dos colículos superiores

#### Parte basilar:
Idêntica à do nível dos colículos inferiores, composta pela substância negra e pelos pedúculos cerebrais.

Nível dos colículos superiores

#### Tegmento:
Apresenta, tal como no nível dos colículos inferiores, o núcleo mesencefálico do nervo trigémio (V) e ainda o núcleo do nervo motor ocular comum (III). Este inclui o núcleo parassimpático (de Edinger-Westphal) e o núcleo motor somático e situa-se na substância cinzenta central, perto da linha mediana, logo atrás do fascículo longitudinal interno. As fibras com origem neste núcleo passam através do núcleo rubro e emergem na fossa interpeduncular.
O núcleo rubro é uma massa de substância cinzenta, mas nas preparações a fresco apresenta-se com tons rosa (daí o seu nome) devido à sua elevada vascularização e presença de pigmentos de ferro no citoplasma dos seus neurónios. Encontra-se numa posição central, anteriormente ao aqueduto de Sylvius e posteriormente à substância negra. É atravessado pelo nervo motor ocular comum (III), pedúnculo cerebeloso superior e pelo tracto habenulopeduncular. Este núcleo integra fibras nervosas de sistemas neurais relacionados com o movimento. As suas fibras aferentes têm origem no córtex cerebral (áreas motora e pré-motora) e cerebelo (núcleos dentado, globoso e emboliforme). As suas fibras eferentes projectam-se para a medula espinhal, cerebelo, formação reticular, complexo olivar inferior e área pré-tectal.
A este nível, na zona lateral do tegmento encontram-se novamente os lemniscos interno, espinhal e trigeminal, já não estando presente o lemnisco externo.
A formação reticular também está presente, atrás e para dentro dos núcleos rubros.

#### Tecto:
Nesta zona, observa-se, de cada lado da linha média, o núcleo do colículo superior. É uma massa laminada de substância cinzenta e faz parte dos reflexos visuais. Recebe fibras aferentes do córtex cerebral (principalmente do lobo occipital), da retina (através dos tractos ópticos), da medula espinhal e do colículo inferior. Emite fibras eferentes que formam os tractos tecto-espinhal, tecto-ponto-cerebelar, tecto-reticular e tecto-talâmico.

## Área pré-tectal
É um pequeno grupo de neurónios situado superiormente aos colículos superiores. A área pré-tectal é composta por vários núcleos, nomeadamente o núcleo do tracto óptico, ao longo da margem póstero-lateral da área pré-tectal, junto à união com o pulvinar, e o núcleo pré-tectal olivar, mais bem observado na porção inferior da comissura posterior. É um centro importante da via para o reflexo pupilar à luz e para o olhar vertical. Recebe vias da retina, as quais depois passam para o núcleo parassimpático do nervo motor ocular comum (núcleo de Edinger-Westphal). Este emite conexões até ao gânglio ciliar homolateral e contralateral, que depois irradiam para o esfíncter da pupila e ciliar. Este núcleo controla, assim, a contração pupilar de ambos os olhos, em resposta à luz.

## Vascularização
O mesencéfalo é irrigado pelos ramos paramedianos da artéria basilar e por ramos da artéria cerebelosa superior e da artéria cerebral posterior.
Ao nível do colículo inferior, a irrigação é feita pelos ramos paramedianos da artéria basilar (zona mais interna, incluindo o fascículo longitudinal interno e pedúnculos cerebelosos superiores) e pela artéria cerebelosa superior (zona mais externa, incluindo os lemniscos espinhal e trigeminal, núcleo do colículo inferior, substância cinzenta central e parte externa do pedúnculo cerebeloso superior). Existe uma zona intermédia, entre as duas anteriores, cuja irrigação é variável.
Ao nível do colículo superior, a zona mais interna é suprida pela artéria basilar. A zona do tecto é irrigada pela artéria cerebelosa superior e a restante área do mesencéfalo é irrigada pela artéria cerebral posterior.
Ao nível pré-tectal, a zona interna é suprida pela artéria basilar (ramos paramedianos) e a restante área pela artéria cerebral posterior.

## Lesões
Um tumor, hemorragia, enfarte ou traumatismo ao nível do mesencéfalo origina uma série de sinais e sintomas. A presença tanto dos núcleos dos nervos oculomotor e patético, tal como das vias descendentes corticoespinhais e corticonucleares, originam sintomas característicos que permitem a fácil localização da lesão no tronco cerebral.
- Se houver um traumatismo, o núcleo do nervo oculomotor e o núcleo do nervo patético podem ficar lesados. Os sintomas incluem grande défice motor do globo ocular, porque os músculos rectos superior, interno e inferior, oblíquo inferior e oblíquo superior ficam afectados. Também se nota dilatação pupilar, devido ao envolvimento do núcleo parassimpático do nervo oculomotor,
- Se houver um enfarte mesencefálico, as lesões podem ser várias. A zona mais afectada é a porção média do mesencéfalo e o território envolvido é o que é irrigado pela artéria basilar e pela artéria cerebral posterior.[3] Um enfarte causado pela oclusão da artéria cerebral posterior geralmente origina a síndrome do Weber. Esta resulta da necrose ao nível das fibras do terceiro nervo craniano e do pedúnculo cerebral adjacente, causando oftalmoplegia homolateral, paralisia do quadrante contralateral da face, paralisia contralateral da língua e paralisia dos músculos da perna e braço contralaterais. A síndrome de Benedikt é semelhante ao de Weber, mas as áreas afectadas envolvem, para além das fibras do nervo oculomotor, também os lemniscos interno e espinhal e núcleo rubro, levando a paralisia do globo ocular, hemianestesia e movimentos involuntários do hemicorpo contralateral. Mais síndromes resultantes de enfartes mesencefálicos têm sido descritas, como a síndrome de Claude, Nothnagel, Plus-Minus Palpebral, Parinaud (ou do aqueduto de Sylvius), entre outras.

## Outra bibliografia
- Snell, R.A. (2010). Clinical Neuroanatomy. (7º edição). Lippincott Williams & Wilkins.